# A Magyarországról kitelepített németek beilleszkedése Németországban
A magyarországi németek rendeletekkel formailag alátámasztott, nemzetközi jóváhagyással végrehajtott, tömeges kitelepítése, amely a kollektív bűnösség elvén alapult, 1946. január 19-én kezdődött. Key amerikai tábornok a Magyarországért felelős Szövetséges Ellenőrző Bizottság február 12-i ülésén jelentette be, hogy a kitelepítetteket szállító első vonatok megérkeztek Németországba. A lebonyolításért felelős Népgondozó Hivatal adatai szerint 1946 és 1948 között körülbelül 185 000 német lakost fosztottak meg állampolgárságától, teljes ingó és ingatlan vagyonától, majd telepítettek ki az éhező és romokban heverő Németországba. Közülük mintegy 135 000-en kerültek 1946 és 1947 során az USA megszállási övezetébe. 50 000 főre tehető azoknak a száma, akiket 1948 végéig Németország szovjet megszállás alatt álló területére szállítottak – közli Balogh Sándor történész. Tóth Ágnes Orbán Sándor és Fehér István adatait is felhasználva azt írja, a kitelepítés révén mintegy 248 000 kataszter hold föld került a magyar állam tulajdonába. A magyarországi németek 1941-ben körülbelül 60 400 házzal rendelkeztek. Ebből 1945 és 1948 között az állam különböző, a kollektív bűnösség elvét alkalmazó rendeletekkel elkobzott tőlük körülbelül 44 750 ingatlant (vagyis az összes 74,1%-át).

## A kitelepítettek, illetve a hazájukból elűzöttek fogalma
Míg a mai magyar szakirodalom általában kitelepítettként jelöli meg az érintett németeket, az NSZK-beli történészek inkább hazájukból elűzöttekről vagy röviden elűzöttekről beszélnek. A magyar szakszó előnye, hogy kiemeli, a kormányok úgy fosztották meg a magyarországi németek egy részét a hazájától, állampolgárságától és teljes ingó és ingatlan vagyonától, illetve úgy szállították ki őket tehervagonokban Németországba, hogy annak során mindvégig a potsdami egyezmény XIII. cikkelyének megfelelően, s a SZEB ellenőrzésével jártak el. Ezzel szemben a német szakszó annak hangsúlyozására alkalmas, hogy a magyar kormányok az érintetteket kollektíven bűnösnek bélyegezték, majd a létüket veszélyeztető, végletesen kiszolgáltatott helyzetbe hozták: elvették tőlük a döntési szabadságot, s megfosztották őket a lakóhelyüktől és minden vagyonuktól.
Az újonnan megalakult Nyugat-Németországban a közvélemény a lakóhelyükről elüldözött ún. „birodalmi” és ún. „népi németeket”  általában menekülteknek (Flüchtlinge) nevezte. 1953. május 19-én ezek a németek a Szövetségi elűzött- és menekülttörvény alapján hazájukból elűzött (Heimatvertriebene) jogi státust kaptak. Eszerint hazájából elűzött jogi státusú az, akinek lakóhelye 1937. december 31-én vagy már annak előtte azon állam területén volt, amelyből elűzték, illetve olyan területen, amely 1914. január 1-jén a Német Birodalomhoz vagy az Osztrák–Magyar Monarchiához vagy egy későbbi időpontban Lengyelországhoz, Lettországhoz vagy Litvániához tartozott. Az elűzött tehát eredeti lakóhely szerinti gyűjtőfogalom, beletartoznak a magyarországiakon kívül többek közt a szudéta- és a sziléziai, a romániai, sőt a jugoszláviai németek is stb., legyenek akár menekültek, akár kitelepítettek, akár ún. kései hazatérő hadifoglyok stb. A mai német szakszóhasználat erre a jogi szabályozásra vezethető vissza.
Az 1950. szeptember 13-i népszámlálás adatai szerint az NSZK-ban abban az évben 175 ezer magyarországi német élt. Többségüket a potsdami értekezlet XIII. cikkelyét felhasználva kitelepítették. De sokan voltak köztük olyanok is, akik már 1944-1945-ben Németországba menekültek a Vörös Hadsereg elől. Akadtak köztük szép számmal olyanok is, akik családjukat követve szöktek Németországba, mert, mire a hadifogságból vagy a kényszermunkából hazatértek, szeretteiket a magyar kormány kitelepítette. A megjelölt évben az NDK-ban élő magyarországi németek számát 35 és 50 ezer fő közöttire becsüljük.
Becslések szerint a Németországba került magyarországi németek legalább 70%-a eredeti foglalkozását tekintve kézműves ismeretekkel is rendelkező önálló paraszt, földbirtokos gazda (vagy annak hozzátartozója) volt.

## A beilleszkedés fogalma
A beilleszkedés, az integráció, mint történelmi szakkifejezés rendkívül vitatott. Néhány ismertebb definíció:
- Max Hildebert Boehm szerint akkor beszélhetünk beilleszkedésről, ha az egyén, a család a megváltozott környezet ellenére többé-kevésbé folytathatja megszokott életmódját.
- Peter Paul Nahm akkor beszél beilleszkedésről, ha az elűzött úgy vesz részt a népgazdaságban, a tulajdonelosztásban és a kulturális életben, ahogy a képességeinek, az előképzettségének, a hajlamának és az otthon betöltött társadalmi funkciójának megfelel vagy azokat megközelíti.
- Marion Frantzioch a beilleszkedésen belül elkülöníti a kommerzium, a kommensalität és a konnubium szakazokat. A kommerzium szerinte az a fázis, amikor az elűzött a szakmai helye megtalálásával megkezdi a felzárkózást jogi, szociális és gazdasági szempontból.
- Gerd Gruda megkülönbözteti az objektív és a szubjektív integrációt. Az előbbinek a társadalmi hely megtalálását nevezi, amelyhez szerinte három feltételnek kell teljesülnie: a foglalkoztatásnak, a lakásnak és a szociális biztonságnak.

A kortársak és a mai szakírók véleményében közös, hogy a kielégítő foglalkoztatottság lett a magyarországi németek beilleszkedésének a kulcsa.

## Magyarországi németek a Német Szövetségi Köztársaságban
Konrad Adenauer nyugat-német kancellár 1949. szeptember 29-i nyilatkozatában határozta meg a kormányzati prioritást: „Gazdaságunk újjáépítése a legelőbbvaló és az egyetlen alap bármely szociálpolitikához és az elűzöttek beilleszkedéséhez. Csak egy virágzó gazdaság tudja a teherkiegyenlítésből adódó megterheléseket tartósan hordozni.” A „régi” és az „új német lakosok” közti teherkiegyenlítést célzó kormányzati intézkedések közül a következők voltak azok, amelyek a leginkább érintették a magyarországi németek beilleszkedését:
- Az új, nyugati német államban 1949. augusztus 8-án lépett érvénybe a Szociális szükség csökkentésére született törvény (röviden Rögtönisegély-törvény). Ennek legnagyobb vívmánya, hogy lakásépítési és egzisztenciateremtési hitelekhez segítette az elűzötteket.
- Viszont sem az 1946. szeptember 19-i Földreformtörvény, sem az 1949. augusztus 10-i Menekülttelepítési törvény, sem az 1953 májusi Szövetségi elűzött-törvény nem azért született, hogy az elűzötteket nagy arányban földhöz juttassa és letelepítse. Vagyis a valaha volt önálló parasztgazdák túlnyomó többsége arra kényszerült, hogy korábbi foglalkozását feladja. A Konrad Adenauer-kormány úgy foglalt állást, hogy a korábban önálló, birtokos parasztgazdák, ha ragaszkodnak régi életmódjukhoz, vándoroljanak ki Amerikába.
- A Teherkiegyenlítési törvény 1952. augusztus 4-én lépett érvénybe. Annak értelmében a bebizonyítható vagyoni károkért az elűzöttek százalékos kárpótlásra tarthattak igényt. Werner Abelshauser így jellemzi: Kisebb károkért a százalékos rész viszonylag nagy volt. Nagy vagyoni kárért viszont csekélyebb százalékos kárpótlást adtak. A kifizetések csupán 1959-ben indultak. Az ingatlanvagyoni kár megállapításakor a valódi értéket és nem a forgalmit vették alapul, így a kárpótlás még csekélyebb lett. Összességében megállapítható, hogy a kárpótlásként kapott összeg messze nem volt elegendő, hogy azon az elvett gazdasághoz hasonlót lehessen vásárolni az NSZK területén.

A magyarországi németek sorsát meghatározó tény, hogy az NSZK-ban az összes elűzött német földműves közül csak 5%-nak sikerült a mezőgazdaságban úgy elhelyezkednie, amely a korábbi státusának megfelelt – írja Ekkehard Kuhn. A valamikori parasztok többsége (ha nem váltott foglalkozást) csak mezőgazdasági munkásként alapíthatott új egzisztenciát. De a magyarországi németek így is meghonosították Németország déli részén a kendertermesztést, az Isar folyó völgyében a szőlőművelés új formáját, Darmstadt határában Hessen legnagyobb összefüggő spárgaültetvényét, s elterjesztettek korábban kevésbé ismert növényeket (paradicsom, paprika, dinnye, fokhagyma, kukorica) - közli Peter Paul Nahm és Kaltenecker Krisztina. Az első generáció az úgynevezett nagy német gazdasági csoda beindulása idején jobbára nagyipari segéd- és betanított munkásként, illetve (szakmai továbbképzés révén) szakmunkásként, ritkábban kézműves magánvállalkozóként talált biztos munkát a városokban. Beilleszkedésük egyik meghatározó jegye tehát a körülményekből adódó kényszerű foglalkozásváltás volt. Az NSZK-ban  ugyanis alapvetően a pénzreformmal (1948) összekötött, gyökeres gazdasági váltás teremtette meg a lehetőségét annak, hogy a Magyarországról kitelepített németek a városokban közép- és hosszú távon megfelelő munkához, majd lakáshoz jussanak. Werner Abelshauser bizonyította be, hogy az elűzöttek beilleszkedése itt alapvetően az úgynevezett nagy német gazdasági csodával együtt járó jelenség volt. Ugyanakkor elképzelhetetlen lett volna rendíthetetlen felemelkedési, illetve visszakapaszkodási törekvésük, munkájuk és szorgalmuk nélkül. Gyermekeik, tehát a második generáció tagjai arra kényszerültek, hogy az iskolázottságot és a szakmai képzettséget használják fel a helytálláshoz. Ugyanis csak a személyes teljesítményükkel és a jobb szakmai felkészültségükkel volt esélyük arra, hogy az anyagi háttérben és a vagyonban az őshonos németeknél lévő előnyöket kiegyenlítsék – foglal állást Kaltenecker Krisztina.

### A Magyarországról kitelepített németek beilleszkedése Hessenben
Az USA által megszállt Hessenbe az ún. „Fehér könyv” hivatalos adatai szerint 1946 márciusa és októbere között 374 vonatszállítmány érkezett közel 400 ezer hazájából kitelepített némettel. Közülük 27 412 személyt a magyar kormány telepített ki a potsdami értekezlet XIII. cikkelyét kihasználva. Visszaemlékezésekből úgy tudjuk, hogy például Bonyhád és Cikó Gelnhausen és Biedenkopf járásba került. Alsónánát Schlüchtern járásban rakodták ki. Nyugat-magyarországi községek kerültek Limburg, Hünfeld, Rothenburg és Hersfeld járásba; a katymáriak Felső-Hessenbe; a zsámbékiak Gießen járásba. Harkány Marburg környékére jutott; Magyarbóly, Ivándárda dél-hesseni járásokba, Starkenburgba.
Hessen az említett Fehér könyv szerint 1949 őszéig összesen csaknem 1 millió „nem hessenit” (például menekülteket, kitelepítetteket, evakuáltakat, kibombázottakat, ún. „hazátlanokat” stb.) fogadott be.
A Magyarországi Németek Honfitársi Egyesülete 1949-ben kerekítve 35 000-re becsülte azoknak a magyarországi németeknek a számát, akik a megjelölt évben Hessenben éltek. A befogadó társadalom őket „magyarországi német menekülteknek” (ungarndeutsche Flüchtlinge) nevezte. Döntő többségüket kitelepítették. Más részük a Vörös Hadsereg elől menekülve már 1944-1945 fordulóján elhagyta Magyarországot. Olyan magyarországi németek is tartózkodtak Hessenben, akik 1946 után családjukat követve ide menekültek, mert, mire hadifogságból vagy kényszermunkából hazatértek, hozzátartozóikat a magyar kormány kitelepítette. Voltak olyanok is köztük, akik a Szovjetunió által megszállt zónából (az NDK-ból) szöktek át Hessenbe.
A megszálló hatalmak megtiltották, hogy a menekültek beköltözhessenek a legjelentősebb világháborús károkat szenvedett nagyvárosokba, mert az élelmiszerrel és lakhellyel való ellátásukat egyszerűen lehetetlen lett volna megoldani. Ezért az elszállásolással megbízott német hatóságok a menekülteket, így a kitelepített magyarországiakat is a fő közlekedési útvonalaktól távol eső községekbe utalták. Itt a menekültek szezonális mezőgazdasági és alkalmi munkákkal keresték meg a betevő falatot. A pénzreform (1948), e gazdaságilag egyébként indokolt intézkedés a menekülteket növekvő munkanélküliséggel sújtotta. A munkahelyek száma a pénzreform után sem nőtt az egyoldalúan falusias területeken. Ezzel szemben a nagyvárosok, ipari centrumok (mint például a Rajna-Majna-vidék), amelyekben 1948 második felében megindult a gazdasági fellendülés, nagy munkaerő-hiánnyal küzdöttek. Ám nem voltak lakások, s a nincstelenek nem is álmodhattak városi lakás szerzéséről, vásárlásáról és elköltözésről. Hessenben 1949-re általánossá vált az a felismerés, hogy a „hibás menekültelosztás”-t (Fehlverteilung) haladéktalanul ki kell javítani. Az utólagos korrekció lett az 1950-es ún. Hessen-terv egyik legfontosabb célkitűzése.
A menekültek, így a magyarországi németek többsége is kezdetben szívósan reménykedett a hazatérésben. Általában ideiglenesnek tartották a kiutasítottságukat, s abban bíztak, arról álmodoztak, hogy a magyar kormány a „tévedését” hamarosan helyrehozza és visszaszállítja őket Magyarországra. Az idősebb korosztály, a nagyszülők lelkiállapota különösen levert és rezignált volt. Ebben a helyzetben  ragadták magukhoz a kezdeményezést a régi hazában magukat öntudatos népi németnek vallók, az egykori Volksbildungsverein (Magyarországi Német Népművelési Egylet) és a korábbi Volksbund (Magyarországi Német Népi Szövetség) egyes vezetői. A „koalíciós tilalom” megkerülésére, vagyis politikai-érdekvédelmi szervezkedésre 1947-ig kizárólag az egyház keretén belül nyílt lehetőségük. Így a Katholische Hilfsstelle (Katolikus Egyházi Segélyhely) és  az Evangelisches Hilfswerk (Evangélikus Segélyszolgálat) kebelén belül alapítottak honfitársi szervezeteket. Ezen egyházi honfitársi segélyszervezetek vállalták, hogy mobilizálják a magyarországi németeket, és segítenek nekik közös erővel egzisztenciát teremteni az új hazában. Honfitársaikat rávették a régi hazából érkező rossz hírek, vagyis a kiutasítottság véglegességének a tudomásul vételére, majd önálló kezdeményezésre, egymás kölcsönös megsegítésére, közös önsegélyre biztatták őket.
Vajon Hessenben hogyan működött a közös önsegély a Magyarországról kitelepített németek körében? Erről egyelőre nem rendelkezünk olyan monográfiával, amely az egész tartományt átfogja. Kaltenecker Krisztina tanulmányai alapján két részterületet tekinthetünk feltártnak: Az egyik a Katolikus Egyházi Segélyhely frankfurti Délkelet-német részlegének a tevékenysége, a másik az Evangélikus Segélyszolgálat hesseni Magyarországi Német Segélybizottságáé. Mindkét szervezet több projektot is elindított szerte a tartományban. A legnagyobb sikert mindketten Darmstadtban érték el. Ludwig Metzger darmstadti főpolgármester (SPD) a Hessen-tervet megelőző, eredeti újjáépítési koncepciójának köszönhető, hogy oda magyarországi németek Viktor Gußmann és Irma Steinsch vezetésével egyáltalán betelepedhettek. Darmstadtban valósult meg mind a katolikus, mind az evangélikus honfitársi segélyszervezet legnagyobb vállalkozása. Toborzókampányuk eredményeként az 1940-es évek végén, az 1950-es évek elején körülbelül háromszáz magyarországi család fogott bele a katolikus (szőlőműves) Szent István- és az evangélikus (építőiparos) Duna-lakótelep önerős felépítésébe az akkor mintegy 77 000 fős Darmstadt határában. E sikerrel függ össze, hogy a Magyarországi Németek Hesseni Honfitársi Egyesülete is itt alakult meg 1950-ben. Mindez e „kis nagyvárost” tette a Magyarországról elűzöttek legfontosabb politikai központjává a tartományban.

### A Bevezetés válogatott forrásai
- Balogh, Sándor (főszerk.): A magyar állam és a nemzetiségek. A magyarországi nemzetiségi kérdés történetének jogforrásai (1848-1993). Napvilág Kiadó. Budapest, 2002. ISBN 963-9082-95-3
- Feitl István (szerk.): A magyarországi Szövetséges Ellenőrző Bizottság jegyzőkönyvei 1945-1947. Napvilág Kiadó. Budapest, 2003. ISBN 963-9350-17-6
- Halmosy Dénes (kiadó): Nemzetközi szerződések. Közgazdasági és Jogi Könyvkiadó. Budapest, 1985. ISBN 9632215060
- Krisztina Kaltenecker: Das Dilemma der massenhaften oder vollständigen Zwangsaussiedlung der Deutschen aus Ungarn. Die Entstehungsgeschichte der Regierungsverordnung Nr. 12.330 / 1945 MP. In: Heike Müns  (szerk.): Jahrbuch für deutsche und osteuropäische Volkskunde. Marburg. Band 44 (2001), 35-97. o. ISBN 3-7708-1213-1

### A kitelepítettek, illetve a hazájukból elűzöttek fogalmához tartozó források
- Kaltenecker Krisztina: Elűzöttek és beilleszkedésük - Vertriebene und ihre Eingliederung. In: Pölöskei Ferenc - Stemler Gyula (szerk.): Múltból a jövőbe. Tanulmányok. ELTE BTK Doktori Iskolája. Budapest, 1997. 182-192. o. ISBN 963-463-172-X
- Eugen Lemberg - Friedrich Edding (kiadók): Die Vertriebenen in Westdeutschland. Ihre Eingliederung und ihr Einfluss auf Gesellschaft, Wirtschaft, Politik und Geistesleben. I-III. kötet. Ferdinand Hirt Verlag. Kiel, 1959.
- Gerhard Reichling: Die deutschen Vertriebenen in Zahlen. Teil I. Verschleppte, Vertriebene, Aussiedler 1940-1985. Kulturstiftung der Deutschen Vertriebenen. Bonn, 1986. ISBN 3-88557-046-7
- Tóth Ágnes: Telepítések Magyarországon 1945-1948 között. A németek kitelepítése, a belső népmozgások és a szlovák-magyar lakosságcsere összefüggései. BKMÖL. Kecskemét, 1993.

### A beilleszkedés fogalmához tartozó források
- Doris von der Brelie-Lewien: Flucht, Vertreibung, Integration. Flüchtlinge und Vertriebene in der westdeutschen Nachkriegsgeschichte. Verlag Fernuniversität - Gesamthochschule in Hagen. Hagen, 1994.
- Marion Frantzioch: Die Vertriebenen. Hemnisse und Wege ihrer Integration in der BRD. D. Reimer Verlag. Berlin, 1987. ISBN 3-496-00909-8
- Eugen Lemberg - Friedrich Edding (kiadók): Die Vertriebenen in Westdeutschland. Ihre Eingliederung und ihr Einfluss auf Gesellschaft, Wirtschaft, Politik und Geistesleben. I-III. kötet. Ferdinand Hirt Verlag. Kiel, 1959.
- Elisabeth Pfeil: Der Flüchtling. Gestalt einer Zeitenwende. Hans von Hugo Verlag. Hamburg, 1948.